# Аероплани ДАР
«Аероплани ДАР» ЕООД (единоличное общество с ограниченной ответственностью) — болгарская частная авиастроительная компания, основанная в 1995 году в Софии.
Производит сверхлёгкие самолёты, носящую марку ДАР, в память о первом болгарском авиастроительном заводе Държавна аеропланна работилница (ДАР) в городе Божуриште (самолёты с названием ДАР также выпускались на бывшем госпредприятии ДСФ в Ловече).
Однако, новая компания «Аероплани ДАР» никоим образом не связана со своей «предшественницей». По утверждению её администрации, используя старое название, она «… тем самым отчасти возрождает легендарный болгарский авиазавод первой половины XX века».
Первым летательным аппаратом, выпускавшимся компанией, стал ДАР 11 (1996). ДАР 21 в 2000 году получил приз за лучший болгарский продукт.
Позже были выпущены и другие модели: ДАР-21С, ДАР-23, ДАР Speedster. Появившийся в 2008 году ДАР Соло представляет собой копию американского одномоторного самолёта FAR 103, оснащённую 27-сильным двигателем Czech F-200, или 28-сильным Hirth F-33 с планером из углепластика и крыльями из алюминиевого сплава. Поздняя модификация ДАР 23 получила название «Прио».
В 2015 году компания стала сотрудничать с новым поставщиком двигателей, итальянской фирмой Polini Motori. ДАР Соло с двигателем Polini Thor 250 получил сертификат типа в классе лёгких самолётов весом до 120 кг от немецкой организации DULV.

## Продукция компании
- ДАР 11 (1996)
- DAR 21 Vector II
- DAR 21S
- DAR-23 Hirth F-23
- DAR 25 Impuls
- DAR Speedster
- DAR Solo (2008)